# Angelo Raffaele Panzetta
Angelo Raffaele Panzetta (* 26. srpna 1966, Pulsano) je italský římskokatolický duchovní a arcibiskup Lecce.

## Život
Narodil se 26. srpna 1966 v Pulsanu.
Navštěvoval nižší seminář a následně Papežský regionální seminář Pia XI. v Molfettě. Dne 14. dubna 1993 byl arcibiskupem Benigno Luigim Papou vysvěcen na kněze a inkardinován do arcidiecéze Taranto. Stal se farním vikářem v rodné obci a osobním sekretářem arcibiskupa. Následující rok mu byla svěřena starost o diecézní úřad pro pastoraci rodin. Na Papežské akademii Alfonsiana v Římě získal licenciát a následně doktorát z morální teologie, tento obor také vyučoval.
Roku 2000 byl jmenován spirituálem semináře v Poggio Galeso. Vykonával také další pastorační služby ve farnostech. Dne 7. listopadu 2019 jej papež František jmenoval arcibiskupem Crotone-Santa Severina. Biskupské svěcení přijal 27. prosince z rukou arcibiskupa Filippa Santoro a spolusvětiteli byli arcibiskup Benigno Luigi Papa a arcibiskup Domenico Graziani. Dne 28. srpna 2024 byl ustanoven arcibiskupem koadjutorem arcidiecéze Lecce.
Dne 18. června přijal papež Lev XIV. rezignaci arcibiskupa Michele Seccia a na jeho místo nastoupil arcibiskup Panzetta.